# Xã Belvidere, Quận Boone, Illinois
Xã Belvidere (tiếng Anh: Belvidere Township) là một xã thuộc quận Boone, tiểu bang Illinois, Hoa Kỳ. Năm 2010, dân số của xã này là 30.109 người.